# Seznam členů Senátu Parlamentu České republiky (2018–2020)
Toto je seznam členů Senátu Parlamentu České republiky ve 12. dvouletém volebním období 2018–2020 zahájeném v říjnu 2018 po skončených volbách do jedné třetiny horní komory.

## Vedení
| Vedení Senátu PČR 2016–2018 | Vedení Senátu PČR 2016–2018 | Vedení Senátu PČR 2016–2018 | Vedení Senátu PČR 2016–2018 | Vedení Senátu PČR 2016–2018 | Vedení Senátu PČR 2016–2018 | Vedení Senátu PČR 2016–2018 |
| Funkce                      | senátor                     | zvolen(a) za                | zvolen(a) za                | volební obvod               | nástup do funkce            | odchod z funkce             |
| --------------------------- | --------------------------- | --------------------------- | --------------------------- | --------------------------- | --------------------------- | --------------------------- |
| Předseda                    | Jaroslav Kubera             |                             | ODS                         | č. 32 – Teplice             | 14. listopadu 2018          | 20. ledna 2020              |
| Předseda                    | Miloš Vystrčil              |                             | ODS                         | č. 52 – Jihlava             | 20. února 2020              | úřadující                   |
| 1. místopředseda            | Jiří Růžička                |                             | TOP 09 a STAN               | č. 25 – Praha 6             | 14. listopadu 2018          | úřadující                   |
| Místopředseda               | Milan Štěch                 |                             | ČSSD                        | č. 15 – Pelhřimov           | 14. listopadu 2018          | úřadující                   |
| Místopředseda               | Jan Horník                  |                             | STAN                        | č. 1 – Karlovy Vary         | 14. listopadu 2018          | úřadující                   |
| Místopředsedkyně            | Miluše Horská               |                             | KDU-ČSL a NK                | č. 43 – Pardubice           | 14. listopadu 2018          | úřadující                   |
| Místopředseda               | Jiří Oberfalzer             |                             | ODS                         | č. 16 – Beroun              | 14. listopadu 2018          | úřadující                   |

## Seznam senátorů
| Senátní obvod                                                               | Jméno               | Politická příslušnost | Volební (navrhující) strana      | Klub                | Rok zvolení            |
| --------------------------------------------------------------------------- | ------------------- | --------------------- | -------------------------------- | ------------------- | ---------------------- |
| 01 – Karlovy Vary                                                           | Jan Horník          | STAN                  | STAN                             | STAN                | 2004, 2010, 2016       |
| 02 – Sokolov                                                                | Miroslav Balatka    | nestraník             | STAN                             | STAN                | 2018                   |
| 03 – Cheb                                                                   | Miroslav Nenutil    | ČSSD                  | ČSSD                             | ČSSD                | 2008, 2014             |
| 04 – Most                                                                   | Alena Dernerová     | nestraníčka           | SD–SN                            | STAN                | 2010, 2017             |
| 05 – Chomutov                                                               | Přemysl Rabas       | nestraník             | SEN 21                           | KLD-SEN 21          | 2018                   |
| 06 – Louny                                                                  | Zdeňka Hamousová    | nestranička           | ANO 2011                         | ANO                 | 2014                   |
| 07 – Plzeň-město                                                            | Václav Chaloupek    | OPAT                  | OPAT                             | STAN                | 2016                   |
| 08 – Rokycany                                                               | Pavel Karpíšek      | ODS                   | ODS                              | ODS                 | 2018                   |
| 09 – Plzeň-město                                                            | Lumír Aschenbrenner | ODS                   | ODS a KČ                         | ODS                 | 2014                   |
| 10 – Český Krumlov                                                          | Tomáš Jirsa         | ODS                   | ODS                              | ODS                 | 2004, 2010, 2016       |
| 11 – Domažlice                                                              | Vladislav Vilímec   | ODS                   | ODS                              | ODS                 | 2018                   |
| 12 – Strakonice                                                             | Karel Kratochvíle   | ČSSD                  | ČSSD                             | ČSSD                | 2014                   |
| 13 – Tábor                                                                  | Jaroslav Větrovský  | nestraník             | ANO 2011                         | ANO                 | 2016                   |
| 14 – České Budějovice                                                       | Ladislav Faktor     | nestraník             | nezávislý                        | ODS                 | 2018                   |
| 15 – Pelhřimov                                                              | Milan Štěch         | ČSSD                  | ČSSD                             | ČSSD                | 1996, 2002, 2008, 2014 |
| 16 – Beroun                                                                 | Jiří Oberfalzer     | ODS                   | ODS                              | ODS                 | 2004, 2010, 2016       |
| 17 – Praha 12                                                               | Pavel Fischer       | nestraník             | nezávislý                        | nezařazení          | 2018                   |
| 18 – Příbram                                                                | Jiří Burian         | ODS                   | ODS                              | ODS                 | 2014                   |
| 19 – Praha 11                                                               | Ladislav Kos        | HPP 11                | HPP 11, KDU-ČSL, Zelení a Piráti | KLD-SEN 21          | 2016                   |
| 20 – Praha 4                                                                | Jiří Drahoš         | nestraník             | KDU-ČSL, Zelení, STAN a TOP 09   | STAN                | 2018                   |
| 21 – Praha 5                                                                | Václav Láska        | SEN 21                | KDU-ČSL a Zelení                 | KLD-SEN 21          | 2014                   |
| 22 – Praha 10                                                               | Renata Chmelová     | nestranička           | KDU-ČSL, Piráti, DPD a LES       | KDU-ČSL a nezávislí | 2016                   |
| 23 – Praha 8                                                                | Lukáš Wagenknecht   | nestraník             | Piráti                           | KLD-SEN 21          | 2018                   |
| 24 – Praha 9                                                                | Zuzana Baudyšová    | nestranička           | ANO 2011                         | ANO                 | 2014                   |
| 24 – Praha 9                                                                | David Smoljak       | nestraník             | STAN                             | STAN                | 2019                   |
| 25 – Praha 6                                                                | Jiří Růžička        | nestraník             | TOP 09 a STAN                    | STAN                | 2016                   |
| 26 – Praha 2                                                                | Marek Hilšer        | MHS                   | MHS                              | STAN                | 2018                   |
| 27 – Praha 1                                                                | Václav Hampl        | nestraník             | KDU-ČSL a Zelení                 | KDU-ČSL a nezávislí | 2014                   |
| 28 – Mělník                                                                 | Petr Holeček        | nestraník             | STAN                             | STAN                | 2016                   |
| 29 – Litoměřice                                                             | Ladislav Chlupáč    | ODS                   | ODS                              | ODS                 | 2018                   |
| 30 – Kladno                                                                 | Jiří Dienstbier ml. | ČSSD                  | ČSSD                             | ČSSD                | 2011, 2014             |
| 31. – Ústí nad Labem                                                        | Jaroslav Doubrava   | S.cz                  | S.cz                             | nezařazení          | 2010, 2016             |
| 32 – Teplice                                                                | Jaroslav Kubera     | ODS                   | ODS                              | ODS                 | 2000, 2006, 2012, 2018 |
| 32 – Teplice                                                                | Hynek Hanza         | ODS                   | ODS                              | ODS                 | 2020                   |
| 33 – Děčín                                                                  | Zbyněk Linhart      | nestraník             | STAN                             | STAN                | 2014                   |
| 34 – Liberec                                                                | Michael Canov       | SLK                   | SLK a STAN                       | STAN                | 2016                   |
| 35 – Jablonec nad Nisou                                                     | Jaroslav Zeman      | ODS                   | ODS                              | ODS                 | 2012, 2018             |
| 36 – Česká Lípa                                                             | Jiří Vosecký        | SLK                   | SLK                              | STAN                | 2014                   |
| 37 – Jičín                                                                  | Tomáš Czernin       | TOP 09                | TOP 09 a STAN                    | STAN                | 2016                   |
| 38 – Mladá Boleslav                                                         | Raduan Nwelati      | ODS                   | ODS                              | ODS                 | 2018                   |
| 39 – Trutnov                                                                | Jan Sobotka         | nestraník             | STAN                             | STAN                | 2018                   |
| 40 – Kutná Hora                                                             | Jaromír Strnad      | ČSSD                  | ČSSD                             | ČSSD                | 2010, 2016             |
| 41 – Benešov                                                                | Zdeněk Hraba        | nestraník             | STAN                             | STAN                | 2018                   |
| 42 – Kolín                                                                  | Emilie Třísková     | ČSSD                  | ČSSD                             | ČSSD                | 2014                   |
| 43. – Pardubice                                                             | Miluše Horská       | nestranička           | KDU-ČSL a Nestran.               | KDU-ČSL a nezávislí | 2010, 2016             |
| 44 – Chrudim                                                                | Jan Tecl            | ODS                   | ODS, STAN a STO                  | ODS                 | 2018                   |
| 45 – Hradec Králové                                                         | Jaroslav Malý       | nestraník             | ČSSD                             | ČSSD                | 2014                   |
| 46 – Ústí nad Orlicí                                                        | Petr Šilar          | KDU-ČSL               | KDU-ČSL                          | KDU-ČSL a nezávislí | 2010, 2016             |
| 47 – Náchod                                                                 | Martin Červíček     | ODS                   | ODS                              | ODS                 | 2018                   |
| 48 – Rychnov nad Kněžnou                                                    | Miroslav Antl       | nestraník             | ČSSD                             | ČSSD                | 2008, 2014             |
| 49 – Blansko                                                                | Jaromíra Vítková    | KDU-ČSL               | KDU-ČSL                          | KDU-ČSL a nezávislí | 2016                   |
| 50 – Svitavy                                                                | Michal Kortyš       | ODS                   | ODS                              | ODS                 | 2018                   |
| 51 – Žďár nad Sázavou                                                       | František Bradáč    | KDU-ČSL               | KDU-ČSL                          | KDU-ČSL a nezávislí | 2014                   |
| 52 – Jihlava                                                                | Miloš Vystrčil      | ODS                   | ODS, STO, SNK-ED a SsČR          | ODS                 | 2010, 2016             |
| 53 – Třebíč                                                                 | Hana Žáková         | nestraníčka           | STAN                             | STAN                | 2018                   |
| 54 – Znojmo                                                                 | Pavel Štohl         | nestraník             | ČSSD                             | ČSSD                | 2014                   |
| 55 – Brno-město                                                             | Jan Žaloudík        | nestraník             | ČSSD                             | ČSSD                | 2010, 2016             |
| 56 – Břeclav                                                                | Rostislav Koštial   | ODS                   | ODS                              | ODS                 | 2018                   |
| 57 – Vyškov                                                                 | Ivo Bárek           | ČSSD                  | ČSSD                             | ČSSD                | 2002, 2008, 2014       |
| 58 – Brno-město                                                             | Jiří Dušek          | nestraník             | ANO 2011                         | ANO                 | 2016                   |
| 59 – Brno-město                                                             | Mikuláš Bek         | nestraník             | Zelení, ODS, STAN a TOP 09       | STAN                | 2018                   |
| 60 – Brno-město                                                             | Zdeněk Papoušek     | nestraník             | KDU-ČSL                          | KDU-ČSL a nezávislí | 2014                   |
| 61 – Olomouc                                                                | Lumír Kantor        | nestraník             | KDU-ČSL                          | KDU-ČSL a nezávislí | 2016                   |
| 62 – Prostějov                                                              | Jitka Chalánková    | nestraníčka           | nezávislá                        | ODS                 | 2018                   |
| 63 – Přerov                                                                 | Jitka Seitlová      | nestranička           | KDU-ČSL a Zelení                 | KDU-ČSL a nezávislí | 2014                   |
| 64 – Bruntál                                                                | Ladislav Václavec   | nestraník             | ANO 2011                         | ANO                 | 2016                   |
| 65 – Šumperk                                                                | Miroslav Adámek     | nestraník             | ANO 2011                         | ANO                 | 2018                   |
| 66 – Olomouc                                                                | Alena Šromová       | KDU-ČSL               | KDU-ČSL                          | KDU-ČSL a nezávislí | 2014                   |
| 67 – Nový Jičín                                                             | Petr Orel           | Zelení                | Zelení a KDU-ČSL                 | KLD-SEN 21          | 2016                   |
| 68 – Opava                                                                  | Herbert Pavera      | TOP 09                | ODS, STAN a TOP 09               | STAN                | 2018                   |
| 69 – Frýdek-Místek                                                          | Jiří Carbol         | KDU-ČSL               | KDU-ČSL                          | KDU-ČSL a nezávislí | 2014                   |
| 70 – Ostrava-město                                                          | Zdeněk Nytra        | ODS                   | nezávislý                        | ODS                 | 2016                   |
| 71 – Ostrava-město                                                          | Leopold Sulovský    | Ostravak              | Ostravak                         | STAN                | 2012, 2018             |
| 72 – Ostrava-město                                                          | Peter Koliba        | nestraník             | ANO 2011                         | ANO                 | 2014                   |
| 73 – Frýdek-Místek                                                          | Jiří Cieńciała      | nestraník             | „OSN“                            | ANO                 | 2016                   |
| 74 – Karviná                                                                | Petr Vícha          | ČSSD                  | ČSSD                             | ČSSD                | 2006, 2012, 2018       |
| 75 – Karviná                                                                | Radek Sušil         | ČSSD                  | ČSSD                             | ČSSD                | 2008, 2014             |
| 76 – Kroměříž                                                               | Šárka Jelínková     | KDU-ČSL               | KDU-ČSL                          | KDU-ČSL a nezávislí | 2016                   |
| 77 – Vsetín                                                                 | Jiří Čunek          | KDU-ČSL               | KDU-ČSL                          | KDU-ČSL a nezávislí | 2006, 2012, 2018       |
| 78 – Zlín                                                                   | Tomáš Goláň         | nestraník             | SEN 21                           | KLD-SEN 21          | 2018                   |
| 79 – Hodonín                                                                | Anna Hubáčková      | nestranička           | KDU-ČSL                          | KDU-ČSL a nezávislí | 2016                   |
| 80 – Zlín                                                                   | Patrik Kunčar       | KDU-ČSL               | KDU-ČSL                          | KDU-ČSL a nezávislí | 2014, 2018             |
| 81 – Uherské Hradiště                                                       | Ivo Valenta         | nestraník             | SsČR                             | ODS                 | 2014                   |
| Obvody dle posloupnosti voleb                                               |                     |                       |                                  |                     |                        |
| – předchozí volby (2016) – aktuální volby (2018) – následující volby (2020) |                     |                       |                                  |                     |                        |